# Авдеев, Сергей Владимирович
Серге́й Влади́мирович Авде́ев — советский и российский спортсмен, заслуженный мастер спорта по греко-римской борьбе, чемпион СССР, чемпион мира среди ветеранов, почётный президент Федерации спортивной борьбы Хабаровского края.

## Биография
С детских лет был знаком с тренером Сергеем Васильевичем Плетниковым. Сергей Авдеев — воспитанник спортивного клуба «Динамо» в Хабаровске, он трижды становился чемпионом СССР. Одним из его конкурентов, с которым он боролся в одном весе и выступал на одних турнирах, был призёр Олимпийских игр Нельсон Давидян.
Занимал первое место во время проведения международных турниров в Дании, Франции, Болгарии, Швеции и Югославии. Спортивную профессиональную карьеру завершил в 1984 году. Становился чемпионом мира в качестве ветерана спорта.
Занимал должность главы Федерации спортивной борьбы Хабаровского края. После ухода с должности, переехал жить в Анапу. По состоянию на 2015 год живёт в Краснодаре.
В Хабаровске проходит турнир на призы Сергея Авдеева.

### Ученики
- Александр Карелин[7], которого Сергей Авдеев обучал и с которым оттачивал коронный прием спортсмена — «обратный пояс»[4].
- Сергей Быков — мастер спорта по греко-римской борьбе, преемник Сергея Владимировича Авдеева на посту президента Федерации спортивной борьбы Хабаровского края[2]. Он тренировался у Сергея Авдеева с десятилетнего возраста[4] и тренер стал для него настоящим наставником[7].